# Philippe Paris
Pour les articles homonymes, voir Paris (homonymie).
Philippe Paris est un homme politique français. Il est député du Calvados de 1872 à 1874

## Biographie
Philippe Paris est né à Secqueville-en-Bessin dans le Calvados le 31 mars 1814. Il fait ses études de droit à l'université de Caen. Il devient avocat à Caen puis bâtonnier de l'ordre des avocats de la ville. Il se présente une première fois aux législatives de 1871 où il est battu par Albert de Balleroy. Lorsque ce dernier décède en février 1874, il se représente de nouveau et est élu. Il décède lui-même le 20 février 1874 à Caen.

## Sources
- « Philippe Paris », dans Adolphe Robert et Gaston Cougny, Dictionnaire des parlementaires français, Edgar Bourloton, 1889-1891 [détail de l’édition]